# Villavachos
Villavachos, (también Pozuelo de Villavachos, Villabachos, Villabanchos o Villarachos) es un antiguo núcleo de población despoblado anexo al municipio de Villarrobledo, situado al noroeste de la provincia de Albacete (España).

## Historia
Es otro más de los abundantes anejos que tuvo históricamente Villarrobledo. Se ha determinado su ubicación en las cercanías del paraje de La Pasadilla (Véase Laminio), zona intensa y casi ininterrumpidamente poblada desde el Paleolítico hasta el siglo XI, con una pequeña pervivencia poblacional en la Baja Edad Media. La vinculación con estos yacimientos es evidente, pues cuando se certifica el abandono de unos emplazamientos comienza el poblamiento en otros, siendo Villavachos el último y único del que se tienen noticias históricas más claras.
La etimología de su nombre es oscura aunque quizá provenga del genérico villa (como población) y uacuus o vacía, como una reminiscencia del importante pasado romano de la zona, que alude a un lugar sin población, sin cultivos o sin murallas. Está situada al pie de un notable peñón rocoso.
Tuvo una primera ocupación durante la Edad del Bronce como asentamiento de mediano tamaño, asociado a otros asentamientos análogos cercanos, según el patrón típico de los poblamientos del Bronce Manchego. Retoma su actividad en Época Musulmana perviviendo durante la Reconquista de la zona y la Edad Media. Históricamente están documentados los reiterados intentos de repoblación y reactivación de este lugar por parte del Alfoz de Alcaraz desde el siglo XV así como su inclusión en los listados del Arrendamiento de Alcabalas de Alcaraz. Sabemos que en el siglo XV tenía iglesia pues compartía cura y medio préstamo con Sotuélamos, aldea con la que estuvo íntimamente ligada (En 1785 se tienen noticias de que su beneficio simple queda vacante por un valor de 2282 reales de vellón). Después del siglo XV resurje como alquería.
En el siglo XVI aún se le cita como anejo de población de Villarrobledo aportador de diezmos junto a la Fuente del Espino y el Villarejo de San Nicolás. Aún aparece en mapas de 1795 aunque, en el censo de Floridablanca de 1789, ya aparece junto a los mencionados como despoblado y se le pierde definitivamente la pista.